# Lembidium
Lembidium là một chi rêu trong họ Lepidoziaceae.